# Рибейру, Томаш (футболист)
Томаш Арешта Машаду Бранку Рибейру (порт. Tomás Aresta Branco Machado Ribeiro; род. 30 апреля 1999, Португалия) — португальский футболист, защитник клуба «Витория Гимарайнш».

## Клубная карьера
Рибейру — воспитанник клубов «Атла де Лисбон», «Понтинья» и «Белененсеш». В 2019 году игрок подписал контракт с «Белененсеш САД». 15 сентября в матче против «Маритиму» он дебютировал в Сангриш лиге. 20 февраля 2021 года в поединке против «Насьонал Фуншал» Томаш забил свой первый гол за «Белененсеш САД». В начале 2022 года Рибейру перешёл в швейцарский «Грассхоппер». подписав контракт на 4,5 года. 30 января в матче против «Сьона» он дебютировал в швейцарской Суперлиге. 13 августа в поединке против «Сьона» Томаш забил свой первый гол за «Грассхоппер». 
Летом 2023 года Рибейру вернулся в Португалию, став игроком «Витория Сетубал».